# Paulina Hennig-Kloska
 (février 2025).
Si vous disposez d'ouvrages ou d'articles de référence ou si vous connaissez des sites web de qualité traitant du thème abordé ici, merci de compléter l'article en donnant les références utiles à sa vérifiabilité et en les liant à la section « Notes et références ».
Paulina Hennig-Kloska, née le 5 octobre 1977 à Gniezno, est une femme politique polonaise, membre du parti Pologne 2050. 
Elle est députée à la Diète et ministre du Climat et de l'Environnement du gouvernement Tusk III depuis 2023.

## Biographie
Elle a été élue sous l’étiquette Pologne 2050.